# Podgrad, Škocjan v Podjuni
Podgrad (nemško Oberburg) je naselje v Občini Škocjan v Podjuni v Okraju Velikovec na Koroškem v Avstriji.